# Chromis chrysura
Chromis chrysura es una especie de peces de la familia Pomacentridae en el orden de los Perciformes.

## Morfología
Los machos pueden llegar alcanzar los 14 cm de longitud total.

## Hábitat
Es un pez de mar.

## Distribución geográfica
Hay tres poblaciones aisladas: 1) Sur de Japón, Islas Ryukyu y Taiwán, 2) Mar del Coral, incluyendo Nueva Caledonia , Vanuatu, Fiyi y el este de Australia, 3) Mauricio y Reunión. También presente en las Islas Filipinas.